# 魏根多夫
魏根多夫是德国巴伐利亚州的一个市镇。总面积12.59平方公里，总人口1203人，其中男性615人，女性588人（2011年12月31日），人口密度96人/平方公里。